# Pycnoscelus tenebriger
Pycnoscelus tenebriger es una especie de cucarachas del género Pycnoscelus, familia Blaberidae.

## Historia
Fue descrito por primera vez en 1868 por Walker F.